# Vicente Caropreso
Vicente Augusto Caropreso (Blumenau, 1 de setembro de 1956) é um médico e político brasileiro. Atualmente é deputado estadual de Santa Catarina pelo Partido da Social Democracia Brasileira (PSDB).
Neto de imigrantes calabreses vindos para o Brasil ao término dos oitocentos, começou sua vida pública em 1996 quando foi eleito vereador de Jaraguá do Sul com 1.778 votos, o terceiro mais votado da cidade. Em 1998 concorreu a deputado federal, sendo o primeiro deputado federal eleito pelo PSDB de Santa Catarina com 47.890 votos. Em 2002 tentou a reeleição, mas não teve êxito por falta de votos na legenda. Em 2006 tentou a eleição no executivo municipal de Jaraguá do Sul, sendo derrotado pelo também médico Moacir Antônio Bertoldi, do Partido da República (PR), e ficando atrás do ex-deputado estadual Dionei Walter da Silva do Partido dos Trabalhadores (PT). Em 2014 foi eleito deputado estadual com 41.089 votos.

## Atuação política
- 2015 – Empossado deputado estadual pela 18ª legislatura (2015 — 2019) na Assembleia Legislativa de Santa Catarina.
- 2014 – Eleito deputado estadual pelo PSDB em Santa Catarina
- 2006 - Concorreu a prefeito de Jaraguá do Sul, ficando na 3º colocação
- 2002 - Concorreu a reeleição de deputado federal, mas sem êxito, faltando voto na legenda
- 2001 a 2002 – Suplente no Conselho de Ética Nacional do PSDB
- 2000- Presidente do diretório estadual do PSDB]
- 2000 – Vice-líder do bloco PSDB/PTB
- 1999 – Presidente da Comissão Estadual Provisória do PSDB
- 1999, 2001 e 2002 – Vice-líder do PSDB na Câmara dos Deputados
- 1999 a 2003 – Presidente estadual do PSDB de Santa Catarina
- 1999 a 2003 – Deputado federal por Santa Catarina na 51ª legislatura (1999 - 2003)
- 1998 – Eleito deputado federal pelo PSDB de Santa Catarina
- 1997 a 1999 – Vereador pelo PSDB em Jaraguá do Sul
- 1995 a 1999 – Coordenador regional do PSD na Associação de Municípios do Vale do Itapocu (AMVALI)
- 1993 a 1997 – Presidente do diretório municipal do PSDB
- 1991 a 1993 – Delegado da convenção estadual do PSDB de Jaraguá do Sul